# Franyely Rodríguez
Franyely Sarahí Rodríguez Itanare (Guacara, Venezuela, 21 de diciembre de 1997) es una futbolista venezolana que juega como portera. Ha formado parte de la selección femenina de Venezuela.

## Carrera internacional
Rodríguez representó a Venezuela en la Copa Mundial Femenina Sub-17 de la FIFA 2014 y en la Copa Mundial Femenina Sub-20 de la FIFA 2016. En la categoría absoluta, formó parte de la convocatoria para la Copa América Femenina 2014, pero no jugó. Jugó dos partidos en los Juegos Centroamericanos y del Caribe de 2014.
En 2023, Rodríguez anunció su retiro y se vio obligada a salir de su país como parte de la crisis de refugiados venezolana, cruzando la selva del Darién hacia Panamá. Llegó a Estados Unidos el 11 de julio y se instaló en Phoenix, donde encontró trabajo como peluquera.